# 52570 Lauraco
52570 Lauraco este o planetă minoră (asteroid) din centura de asteroizi. A fost descoperită pe 1 mai 1997 la  de osservatorio San Vittore⁠(d). 
Obiectul prezintă o orbită caracterizată de o semiaxă mare de 2,3834865492122 UAi, o excentricitate de 0,13032987774484, o înclinație de 13,752095919186 ° în raport cu ecliptica.